# Betrachtungssärglein

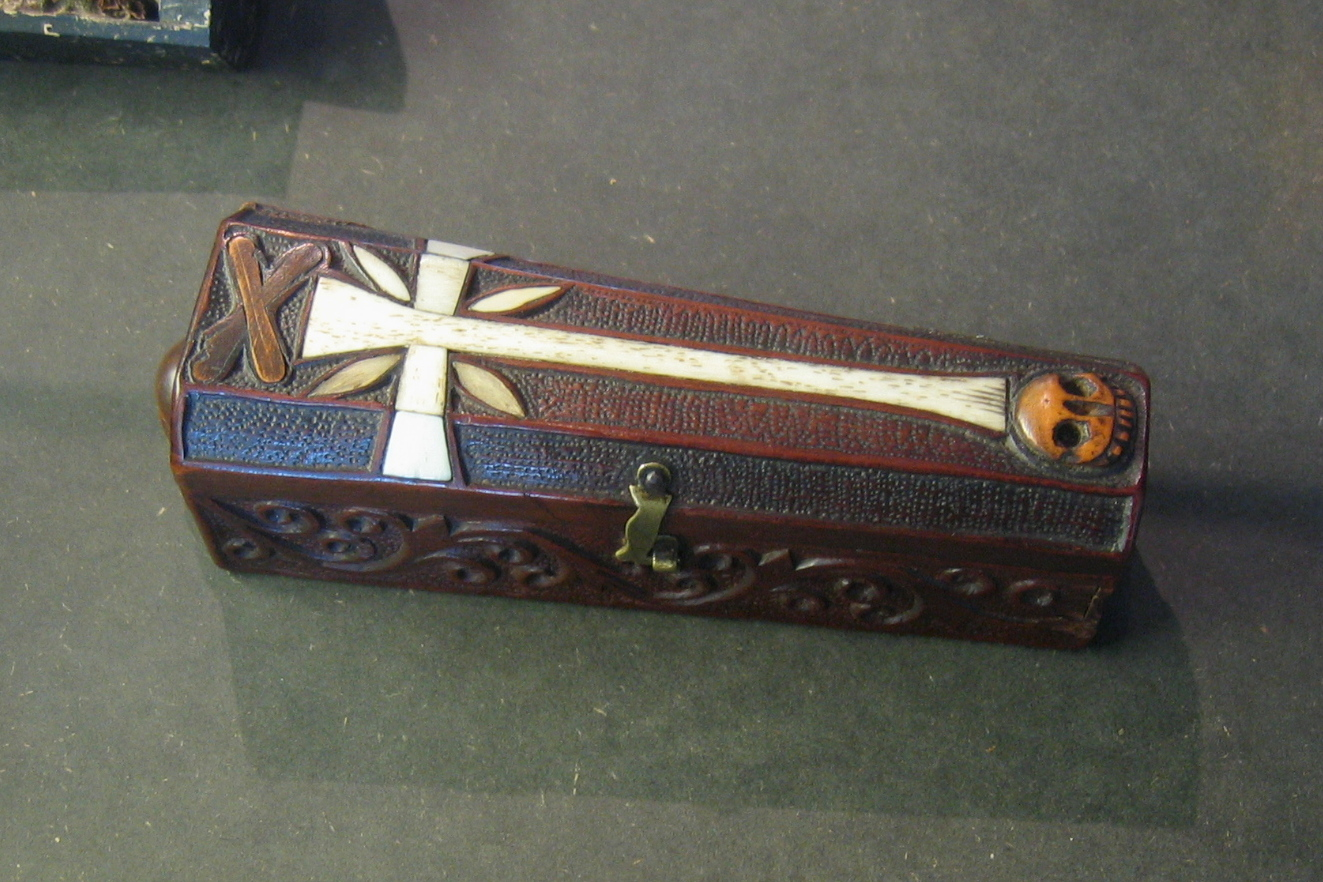
Geschlossenes Betrachtungssärglein aus dem 18./19. Jahrhundert

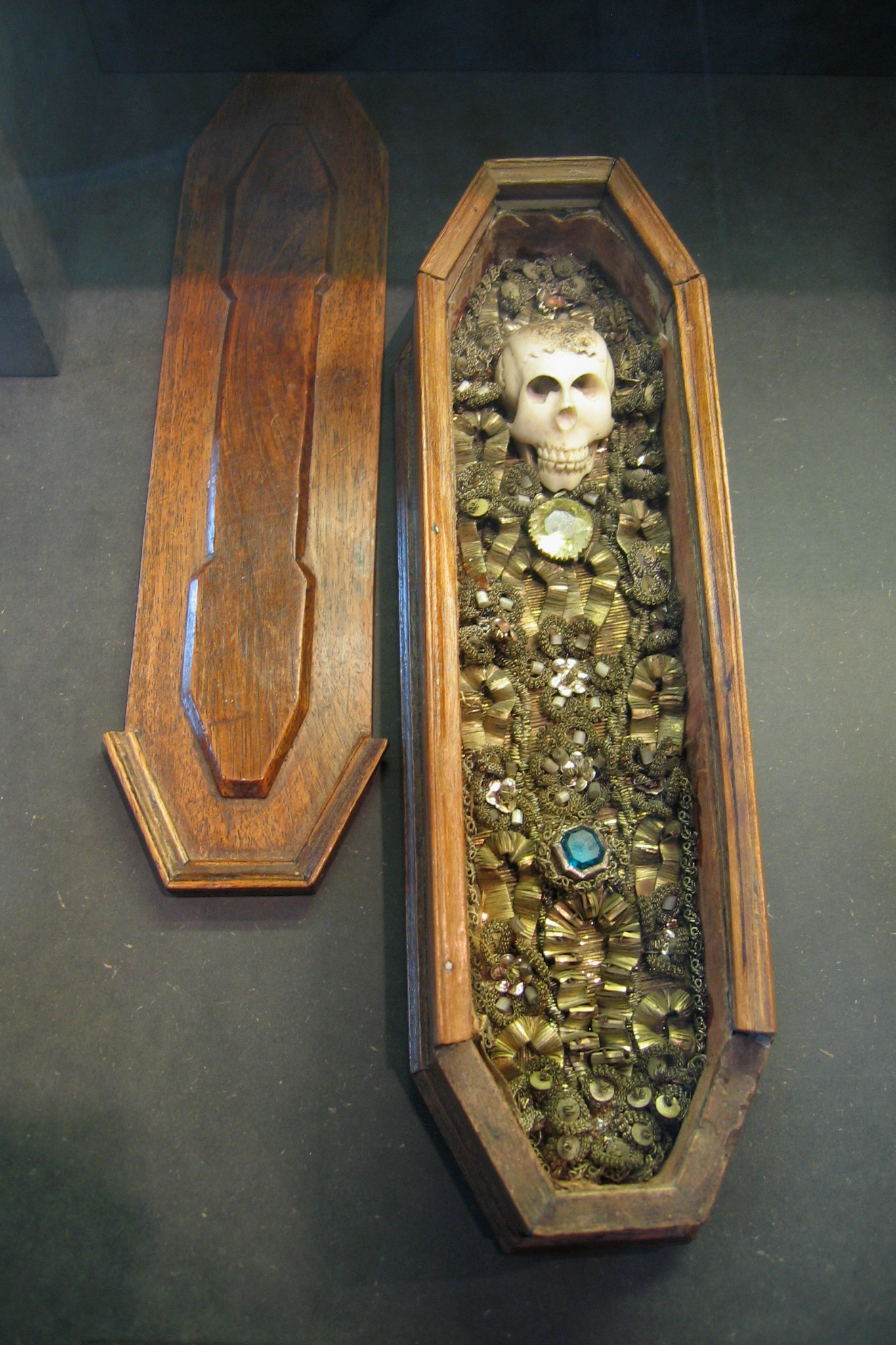
Geöffnetes Betrachtungssärglein aus dem 18./19. Jahrhundert

Ein Betrachtungssärglein ist ein miniaturisierter Sarg, der als Meditationsobjekt dem Betrachter die eigene Vergänglichkeit ins Bewusstsein rufen soll (memento mori).
Betrachtungssärglein sind ab dem 17. Jahrhundert bis ins 19. Jahrhundert nachweisbar und gehen möglicherweise auf Miniatursärge aus den sogenannten Wunderkammern zurück.
Die Särglein aus Holz oder Metall wurden teilweise als Anhänger oder in der Tasche getragen, größere Exemplare dienten eher dem Aufstellen (sogenannte Tischsargl). Unabhängig von ihrer Größe waren sie mit beweglichem Deckel und einem Leichnam aus Wachs, später aus Holz, versehen, sowie Kröten, Schlangen usw. In manchen Fällen enthielten sie auch Miniaturen von Nonnen im Ornat, solche waren möglicherweise im Bayerischen Wald gebräuchlich.
Überhaupt fand man Betrachtungssärglein im Alpenraum – die Grödner Schnitzer waren bekannte Hersteller –, aber auch bis in den Norden Deutschlands hinein. Aus England sind aufwändig verzierte Exemplare bekannt.

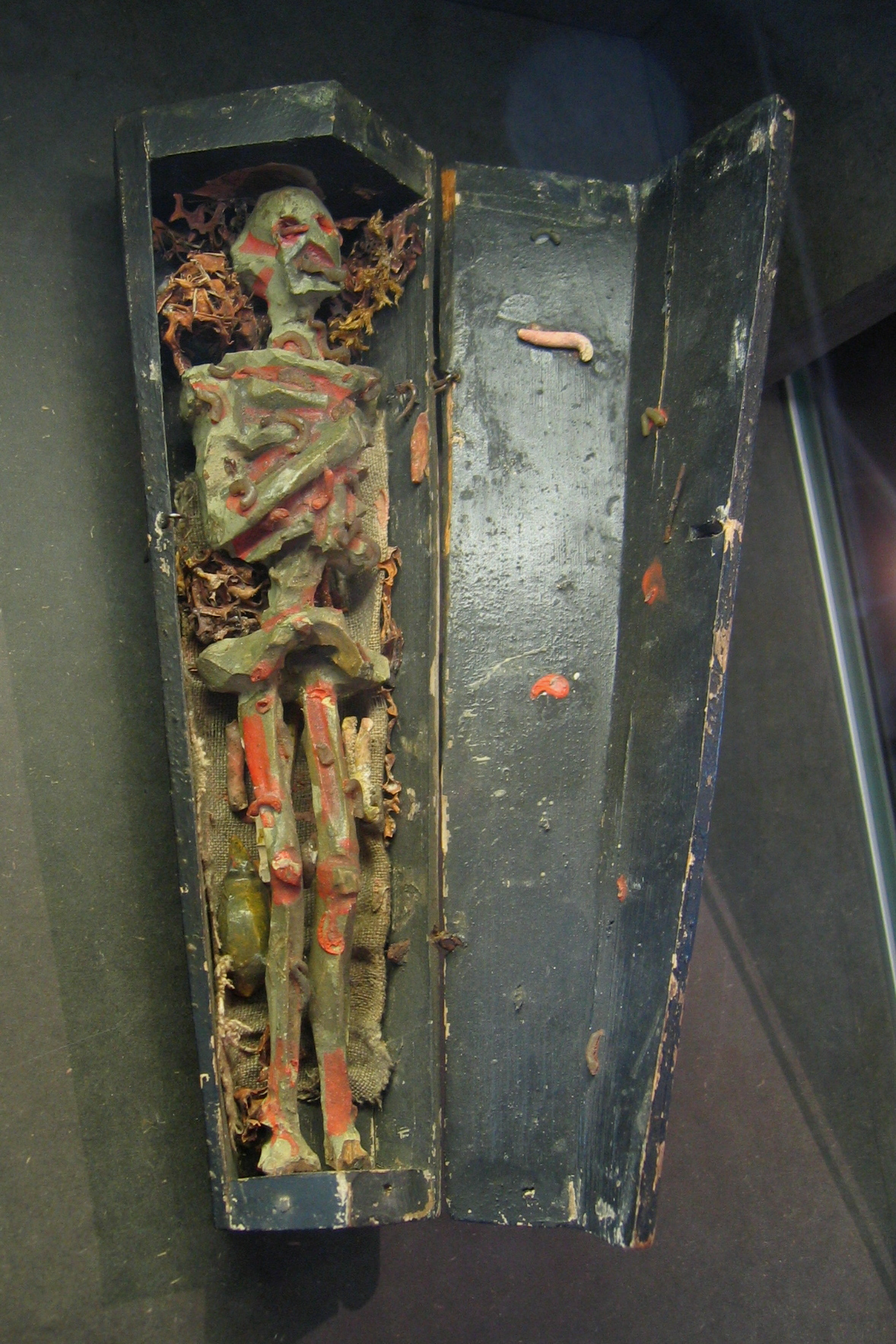
Einfaches Betrachtungssärglein, Museum für Sepulkralkultur, Kassel
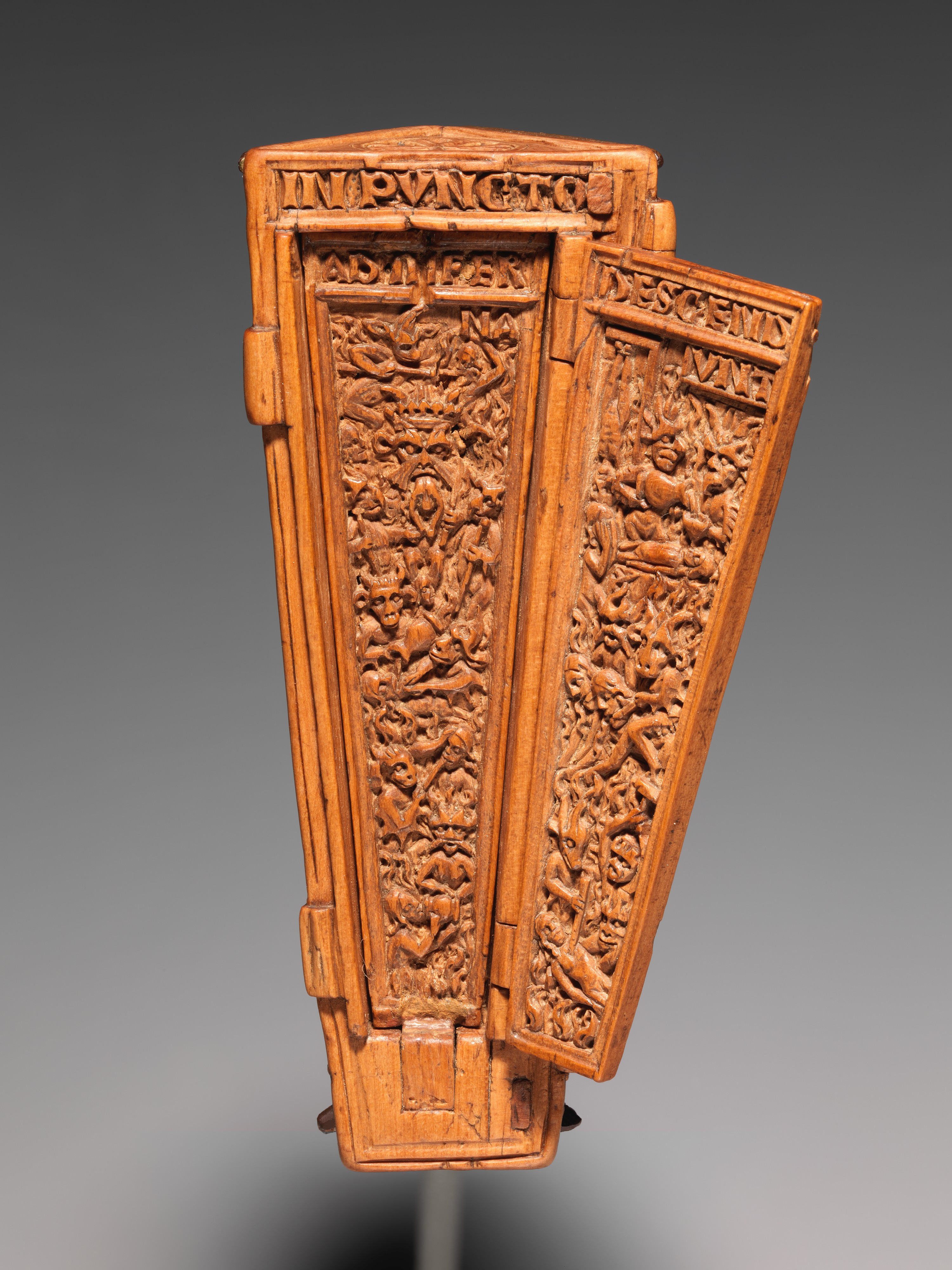
Geschnitzter Miniatursarg, geöffnet, Niederlande
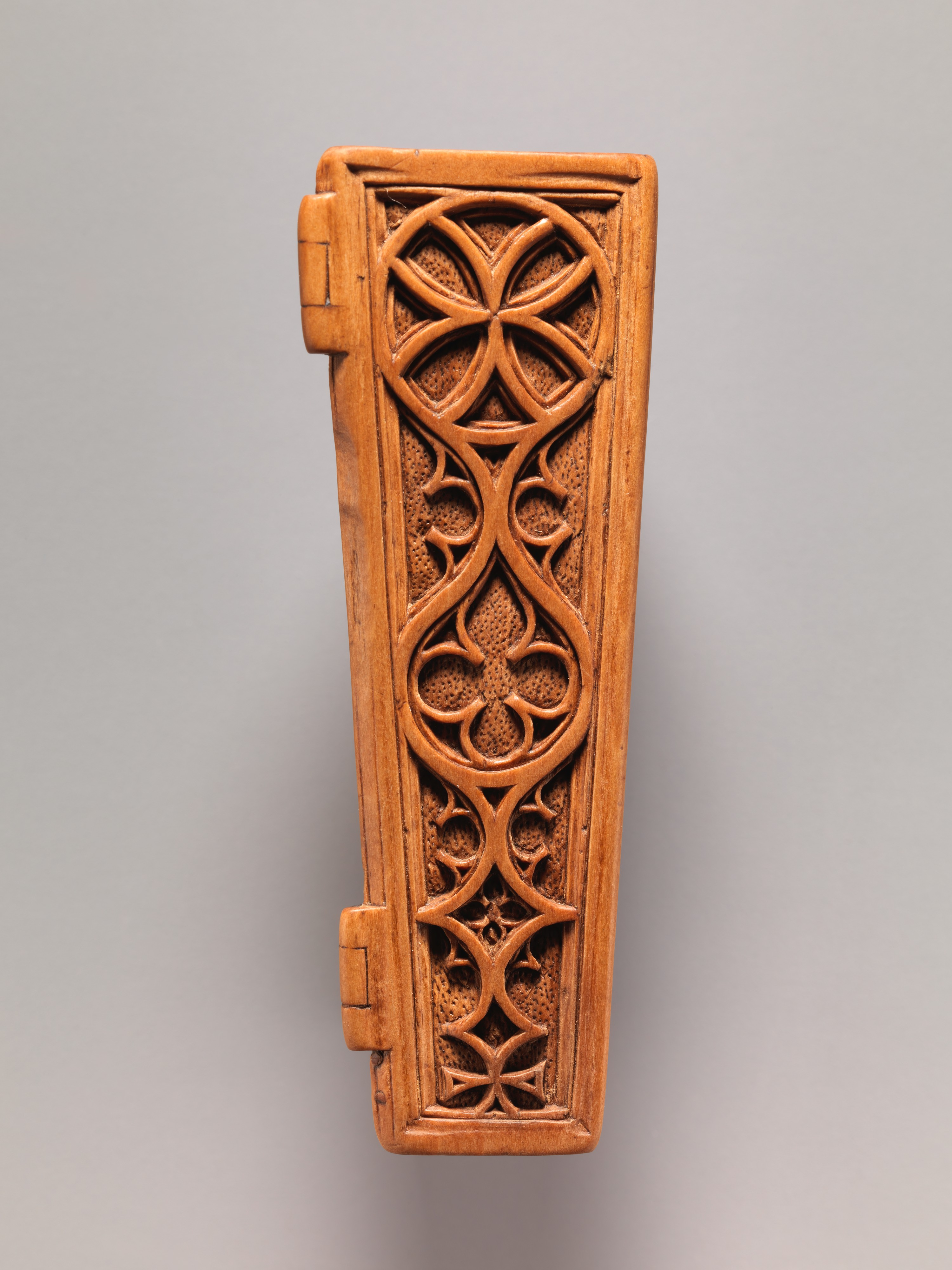
Geschnitzter Miniatursarg, geschlossen, Niederlande
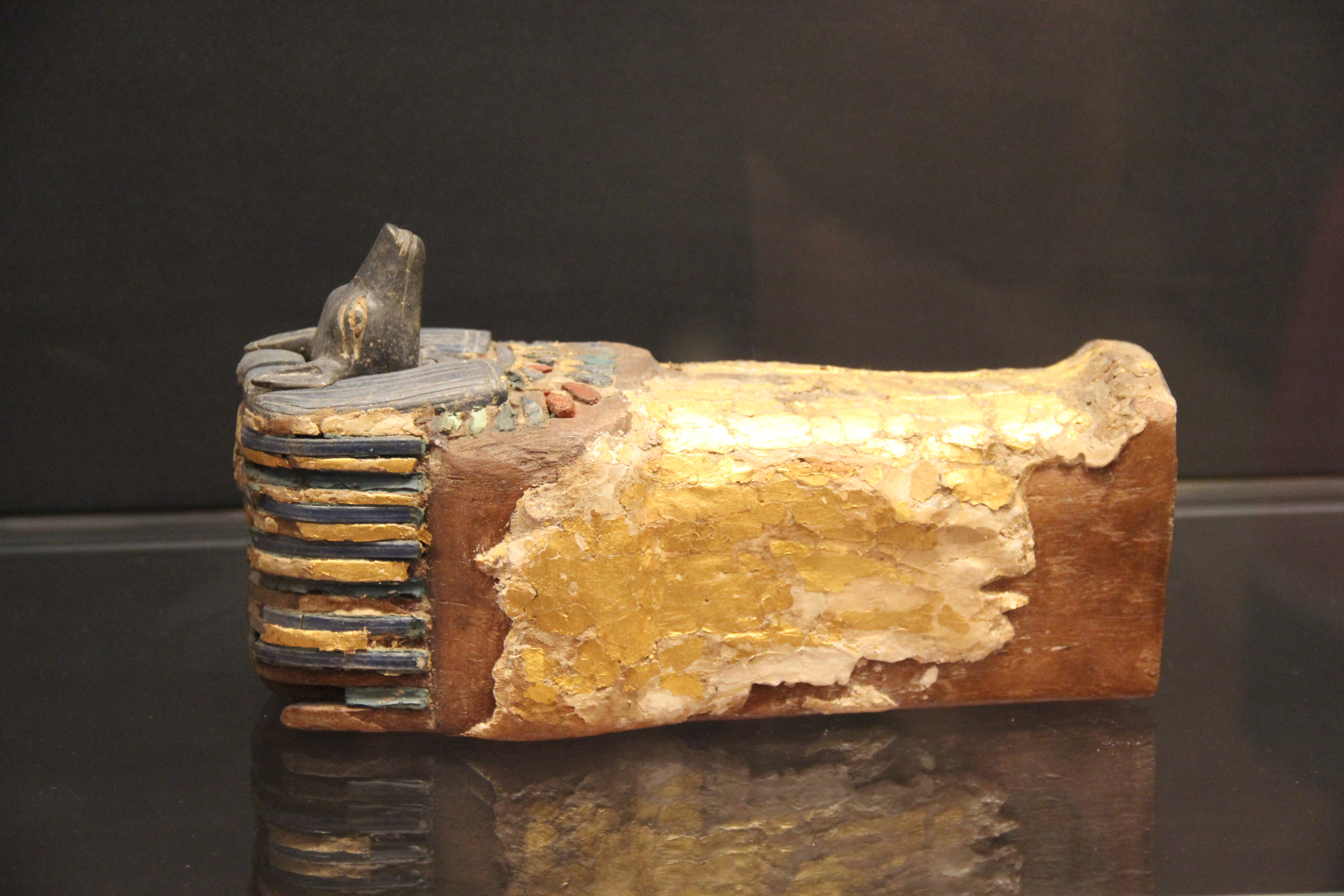
Ägyptischer Miniatur-Sarkophag aus Holz im Louvre, Paris
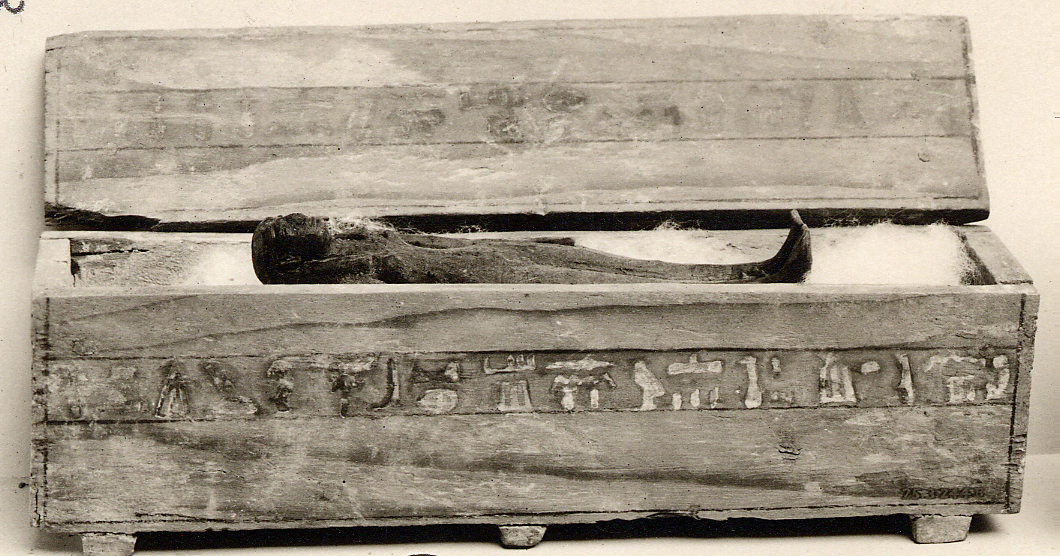
Miniatur-Sarkophag mit Darstellung der Königin Neferu (2055–1650 v. Chr.)
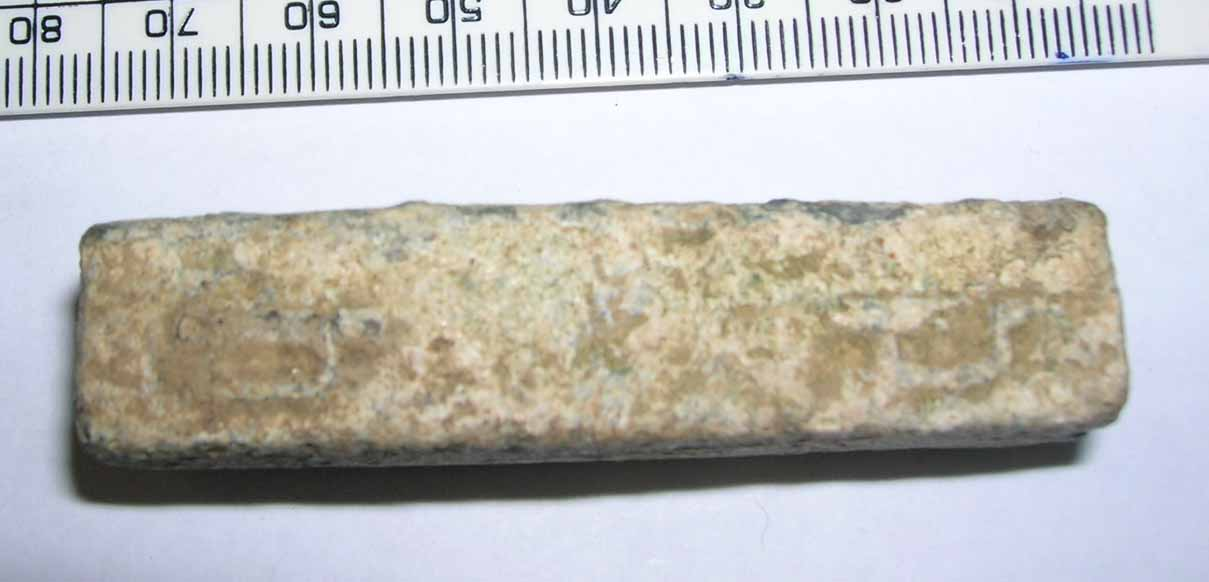
Miniatursarg aus Eisen, im Museum von Maidstone, südlich von London